# Paul Goodman
Paul Goodman (9 de septiembre de 1911-2 de agosto de 1972) fue un sociólogo, escritor, psicoterapeuta y activista anarquista estadounidense, adscrito a la llamada New Left norteamericana. Nacido en Nueva York, hecho que le marcó y le influyó mucho en el desarrollo de su pensamiento, fue partidario de las estructuras comunitarias y de la no violencia, siendo una referencia clave de la contracultura de la década de 1960. Tuvo, asimismo, un papel destacado en el desarrollo, junto con Fritz Perls y Laura Perls, de la Terapia Gestalt.
Prolífico escritor, además de sus obras de ficción y de poesía, Goodman escribió sobre temas como la educación, la vida en la ciudad, el urbanismo, los derechos de los menores, la política, la crítica literaria, entre otros. Se manifestó abiertamente bisexual, declaración que le causó varios problemas, entre ellos laborales, y fue uno de los pioneros del movimiento gay de principio de la década de 1970.
Asimismo, fue coautor, con su hermano Percival, catedrático de Arquitectura de Columbia University y considerado el arquitecto «más prolífico en la historia del judaismo», del libro Communitas.